# Срезовац
Срезовац је насеље у Србији у општини Алексинац у Нишавском округу. Према попису из 2022. било је 149 становника (према попису из 1991. било је 271 становника).

## Демографија
У насељу Срезовац живи 184 пунолетна становника, а просечна старост становништва износи 42,4 година (42,6 код мушкараца и 42,2 код жена). У насељу има 60 домаћинстава, а просечан број чланова по домаћинству је 3,97.
Ово насеље је скоро у потпуности насељено Србима (према попису из 2002. године).
|  |

| Демографија | Демографија | Демографија |
| Година      | Становника  | Становника  |
| ----------- | ----------- | ----------- |
| 1948.       | 328         |             |
| 1953.       | 330         |             |
| 1961.       | 331         |             |
| 1971.       | 291         |             |
| 1981.       | 259         |             |
| 1991.       | 271         | 263         |
| 2002.       | 238         | 251         |

| Етнички састав према попису из 2002.‍ | Етнички састав према попису из 2002.‍ | Етнички састав према попису из 2002.‍ | Етнички састав према попису из 2002.‍ | Етнички састав према попису из 2002.‍ |
| ------------------------------------ | ------------------------------------ | ------------------------------------ | ------------------------------------ | ------------------------------------ |
|                                      |                                      |                                      |                                      |                                      |
| Срби                                 | Срби                                 |                                      | 237                                  | 99,57%                               |
| Југословени                          | Југословени                          |                                      | 1                                    | 0,42%                                |
| непознато                            | непознато                            |                                      | 0                                    | 0,0%                                 |

| Година пописа     | 1948. | 1953. | 1961. | 1971. | 1981. | 1991. | 2002. |
| ----------------- | ----- | ----- | ----- | ----- | ----- | ----- | ----- |
| Број домаћинстава | 74    | 75    | 78    | 73    | 69    | 66    | 60    |

| Број чланова      | 1 | 2  | 3 | 4 | 5  | 6 | 7 | 8 | 9 | 10 и више | Просек |
| ----------------- | - | -- | - | - | -- | - | - | - | - | --------- | ------ |
| Број домаћинстава | 5 | 14 | 6 | 9 | 13 | 8 | 2 | 3 | 0 | 0         | 3,97   |

| Пол    | Укупно | Неожењен/Неудата | Ожењен/Удата | Удовац/Удовица | Разведен/Разведена | Непознато |
| ------ | ------ | ---------------- | ------------ | -------------- | ------------------ | --------- |
| Мушки  | 102    | 18               | 74           | 9              | 1                  | 0         |
| Женски | 97     | 13               | 74           | 10             | 0                  | 0         |
| УКУПНО | 199    | 31               | 148          | 19             | 1                  | 0         |

| Пол    | Укупно                    | Пољопривреда, лов и шумарство | Рибарство                            | Вађење руде и камена | Прерађивачка индустрија       |
| ------ | ------------------------- | ----------------------------- | ------------------------------------ | -------------------- | ----------------------------- |
| Мушки  | 49                        | 26                            | 0                                    | 0                    | 4                             |
| Женски | 33                        | 29                            | 0                                    | 0                    | 2                             |
| УКУПНО | 82                        | 55                            | 0                                    | 0                    | 6                             |
| Пол    | Производња и снабдевање   | Грађевинарство                | Трговина                             | Хотели и ресторани   | Саобраћај, складиштење и везе |
| Мушки  | 0                         | 3                             | 5                                    | 0                    | 8                             |
| Женски | 0                         | 0                             | 0                                    | 0                    | 0                             |
| УКУПНО | 0                         | 3                             | 5                                    | 0                    | 8                             |
| Пол    | Финансијско посредовање   | Некретнине                    | Државна управа и одбрана             | Образовање           | Здравствени и социјални рад   |
| Мушки  | 0                         | 0                             | 2                                    | 1                    | 0                             |
| Женски | 0                         | 0                             | 0                                    | 1                    | 0                             |
| УКУПНО | 0                         | 0                             | 2                                    | 2                    | 0                             |
| Пол    | Остале услужне активности | Приватна домаћинства          | Екстериторијалне организације и тела | Непознато            | Непознато                     |
| Мушки  | 0                         | 0                             | 0                                    | 0                    | 0                             |
| Женски | 0                         | 0                             | 0                                    | 1                    | 1                             |
| УКУПНО | 0                         | 0                             | 0                                    | 1                    | 1                             |